# Андин. Хроники армянских путешествий
«Андин. Хроники армянских путешествий» (англ. Andin. Armenian Journey Chronicles) — эпический документальный фильм компании Orion режиссёра Рубена Гини  повествующий об исторических отношениях армян с Индией, Китаем и странами вдоль Шелкового Пути.

## Содержание
Фильм-антология о контактах между различными народами Востока и Запада через призму Армянской истории. Сюжетная линия построена вокруг первых путешественников вдоль знаменитого Шелкового пути и Пути пряностей, связавших Индию с Ближним Востоком. Важным моментом является свежесть исторических данных, опубликованных или отснятых на плёнку впервые.

## Создание
Изначально проект был задуман как маленький десятиминутный фильм для одного из местных китайских каналов. Однако за первый год исследований истории армян на Дальнем Востоке стало ясно, что хронометраж фильма будет многократно увеличен. Вместе с тем определились кандидаты стран, куда должна была отправиться группа. Главным аспектом оставался вопрос раннее не исследованных материалов, которые хранились либо в Армении, либо в других странах на армянском языке, из-за чего они были недоступны широким слоям международных экспертов. Съёмки начались осенью 2011-го и в итоге за три с половиной года авторы прошли путь в 80 000 километров, посетив 11 стран на 4 континентах  .
По словам режиссёра Рубена Гини:
Это одна из причин, почему мы столько путешествуем. Я однажды уже сказал: если зритель не увидит своими глазами, он просто нам не поверит.
Было отснято 60 часов материала, хотя сам фильм имеет продолжительность 128 минут.

## Историческое находки
В периоде съёмок в различных странах было добыто несколько уникальных сведений:
.

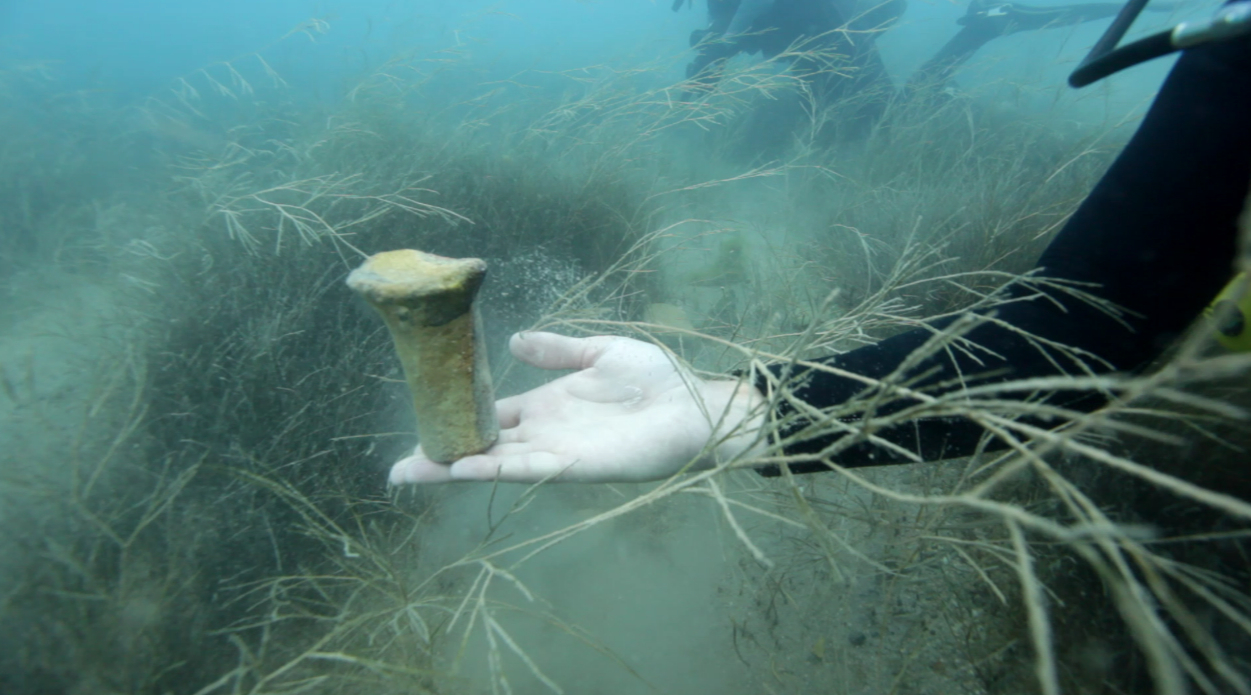
На дне озера Иссык-Куль (кадр из фильма)

- Был обнаружен камень Пантусова, считавшийся утерянным после 1894 года[5].
- Впервые широкой публике были продемонстрированы подводные съёмки корабля легендарного пирата Уильяма Кидда найденного у берегов Санто-Доминго в 2007 году.
- Был отснят подлинник рукописи Хетума Патмича, историка, описавшего путешествие армянского царя Хетума I к границе Китая в 1254 году. Любопытен тот факт, что Марко Поло в это время было всего один год.
- Были проведены поиски легендарного монастыря на берегу Иссык-Куля, где согласно Каталонскому Атласу хранятся мощи апостола Матфея[6][7].
- В национальном архиве города Мехико впервые был отснят документ, доказывающий присутствие армянских торговцев в Новом Свете на раннем этапе колониальной эры.
- Был представлен воссозданый облик античного города Двин в формате 3D[8].

## Награды и номинации
- 2015 — Президентская премия Республики Армения[9].
- 2014 — «Золотой абрикос», Ереван
  - Приз "Нвард" Союза Кинематографистов за лучший документальный фильм
- 2014 — «Гранат», Торонто
  - Приз зрительских симпатий и Почётный приз жюри за лучший документальный фильм

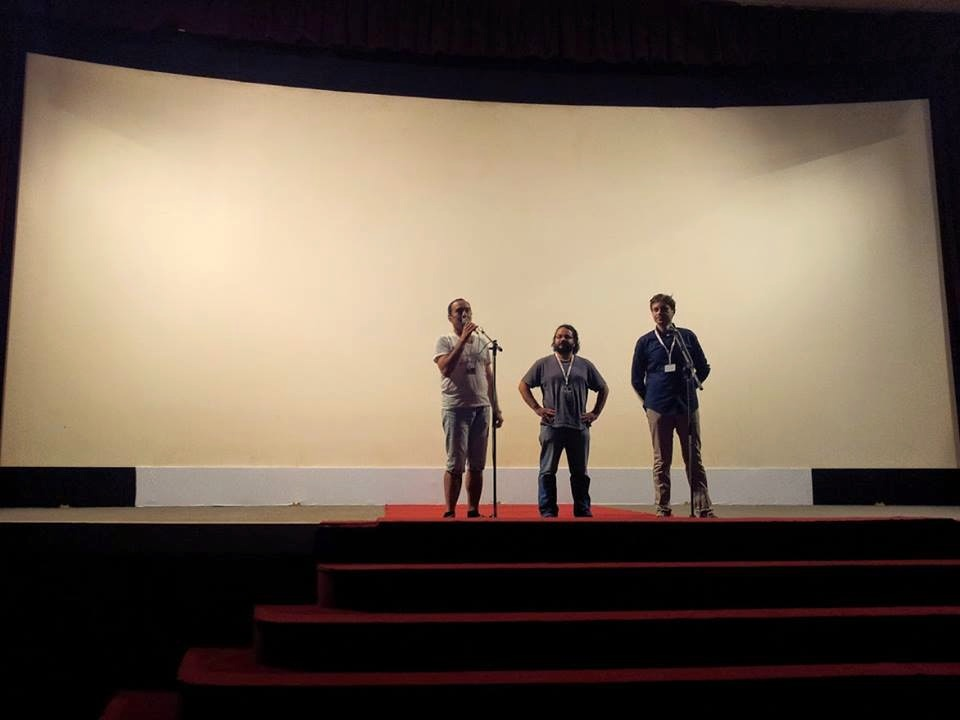
Премьерный показ фильма в Ереване, 2014

## Интересные факты
- Из-за сложности условий производства в каждой стране съёмочная группа формировалась заново - в итоге над фильмом работали семь различных операторов.
- В ходе съёмок погиб один из членов группы - китаец по национальности во время эпидемии денге в Калькутте в 2012 году  [10].
- Андин. Хроники армянских путешествий стал первым фильмом в Армении, во время съёмок которого был использован октокоптер.